# اچ‌ام‌اس وینترینگهام (ام۲۷۷۷)
اچ‌ام‌اس وینترینگهام (ام۲۷۷۷) (به انگلیسی: HMS Wintringham (M2777)) یک کشتی بود. این کشتی در سال ۱۹۵۵ ساخته شد.